# قائمة موانئ الجزائر
تمتلك الجزائر العديد من الموانئ البحرية على الشريط الساحلي بطول إجمالي يقارب 1622 كم عبر 14 ولاية على ساحل البحر الأبيض المتوسط. وقد شيّد قاطنو الجزائر منذ القدم عدة موانئ لأغراض شتى كالتجارة والدفاع والصيد البحري. و من أهم موانئ الجزائر التجارية ميناء الجزائر العاصمة، وميناء وهران، وميناء عنابة، وميناء سكيكدة، وميناء بجاية، ومن أهم موانئ الصيد ميناء شطايبي وعين بربر بالإضافة إلى ميناء القل.

## قائمة موانئ الولايات الساحلية

### ولاية الشلف
- ميناء تنس
- ميناء المرسى

### ولاية بجاية
- ميناء بجاية
- ميناء بني كسيلة
- ميناء تالة إيلف

### ولاية تلمسان
- ميناء دار يغمراسن
- ميناء الغزوات
- ميناء مرسى بن مهيدي
- ميناء هنين

### ولاية تيزي وزو
- ميناء أزفون
- ميناء تيقزيرت

### ولاية الجزائر
- ميناء المرسى
- ميناء تامنتفوست
- ميناء الجزائر
- ميناء رايس حميدو
- ميناء الجميلة
- ميناء سيدي فرج

### ولاية جيجل
- ميناء جن جن
- ميناء جيجل
- ميناء زيامة منصورية
- ميناء العوانة

### ولاية سكيكدة
- ميناء سكيكدة
- ميناء القل
- ميناء المرسى
- ميناء وادي الزهور مناء صيد جديد

### ولاية عنابة
- ميناء عنابة
- ميناء شطايبي
- ميناء عين بربر
- ميناء الصيد -ميناء عنابة-
- مرفا الخروبة

### ولاية مستغانم
- ميناء سيدي لخضر ( ميناء الصغير )
- ميناء صالاماندر
- ميناء مستغانم

### ولاية وهران
- ميناء أرزيو
- ميناء كريستل
- ميناء مرسى الحجاج
- ميناء مرسى الكبير
- ميناء بطيوة
- ميناء وهران

### ولاية بومرداس
- ميناء جنات
- ميناء دلس
- ميناء زموري

### ولاية الطارف
- ميناء الطارف
- ميناء القالة

### ولاية تيبازة
- ميناء بو إسماعيل
- ميناء بوهارون
- ميناء تيبازة
- ميناء الحمدانية
- ميناء خميستي
- ميناء شرشال
- ميناء عين تقورايت
- ميناء قوراية

### ولاية عين تموشنت
- ميناء بني صاف
- ميناء ولهاصة

## قائمة الموانئ التجارية الكبرى
| ولاية عنابة      | ميناء عنابة         | نقل المسافرين والبضائع | وطني ودولي وسياحي | ولاية الجزائر | ميناء الجزائر العاصمة | نقل المسافرين والبضائع | وطني ودولي |
| ولاية وهران      | ميناء وهران         | نقل المسافرين والبضائع | وطني ودولي        |               |                       |                        |            |
| ولاية وهران      | ميناء أرزيو         | نقل البضائع            | وطني ودولي        |               |                       |                        |            |
| ولاية وهران      | ميناء المرسى الكبير | عسكري                  | وطني              |               |                       |                        |            |
| ولاية سكيكدة     | ميناء سكيكدة        | نقل المسافرين والبضائع | وطني ودولي        |               |                       |                        |            |
| ولاية جيجل       | ميناء جيجل          | نقل المسافرين والبضائع | وطني ودولي        |               |                       |                        |            |
| ولاية جيجل       | ميناء جن جن         | نقل البضائع            | وطني ودولي        |               |                       |                        |            |
| ولاية بجاية      | ميناء بجاية         | نقل المسافرين والبضائع | وطني ودولي        |               |                       |                        |            |
| ولاية مستغانم    | ميناء مستغانم       | نقل المسافرين والبضائع | وطني ودولي        |               |                       |                        |            |
| ولاية تلمسان     | ميناء غزوات         | نقل المسافرين والبضائع | وطني ودولي        |               |                       |                        |            |
| ولاية عين تموشنت | ميناء بني صاف       | نقل البضائع            | وطني ودولي        |               |                       |                        |            |
| ولاية تيبازة     | ميناء الحمدانية     | نقل البضائع            | وطني ودولي        |               |                       |                        |            |

## قائمة موانئ الصيد البحري
| الولاية        | اسم الميناء           | الأنشطة      |
| -------------- | --------------------- | ------------ |
| ولاية عنابة    | ميناء شطايبي          | الصيد البحري |
| ولاية عنابة    | ميناء عين بربر        | الصيد البحري |
| ولاية الجزائر  | ميناء الجزائر         | الصيد البحري |
| ولاية الجزائر  | ميناء سيدي فرج        | الصيد البحري |
| ولاية الجزائر  | ميناء رايس حميدو      | الصيد البحري |
| ولاية الجزائر  | ميناء الجميلة         | الصيد البحري |
| ولاية الجزائر  | ميناء تامنتفوست       | الصيد البحري |
| ولاية وهران    | ميناء كريستال         | الصيد البحري |
| ولاية سكيكدة   | ميناء ستورا           | الصيد البحري |
| ولاية جيجل     | ميناء العوانة         | الصيد البحري |
| ولاية جيجل     | ميناء بوديس           | الصيد البحري |
| ولاية جيجل     | ميناء زيامة منصورية   | الصيد البحري |
| ولاية بجاية    | ميناء بجاية           | الصيد البحري |
| ولاية مستغانم  | مناء سلامندر          | الصيد البحري |
| ولاية تلمسان   | ميناء مرسى بن المهيدي | الصيد البحري |
| ولاية تلمسان   | ميناء هوناين          | الصيد البحري |
| ولاية تلمسان   | ميناء سيدنا يوشع      | الصيد البحري |
| ولاية تيبازة   | ميناء تيبازة          | الصيد البحري |
| ولاية تيبازة   | ميناء بوهرون          | الصيد البحري |
| ولاية تيبازة   | ميناء شرشال           | الصيد البحري |
| ولاية تيبازة   | ميناء كورايا          | الصيد البحري |
| ولاية بومرداس  | ميناء دلس             | الصيد البحري |
| ولاية بومرداس  | ميناء زموري           | الصيد البحري |
| ولاية بومرداس  | ميناء رأس جنات        | الصيد البحري |
| ولاية الطارف   | ميناء رأس القالة      | الصيد البحري |
| ولاية الشلف    | ميناء المرسى          | الصيد البحري |
| ولاية تيزي وزو | ميناء تيقزيرت         | الصيد البحري |

### مواضيع ذات صلة
- الصيد البحري في الجزائر
- النقل في الجزائر
- قائمة الدول حسب طول السواحل
- قائمة خلجان الجزائر
- قائمة الموانئ في البحر الأبيض المتوسط
- قائمة ولايات الجزائر
- قائمة سدود الجزائر
- قائمة المجاري المائية في الجزائر
- قائمة شواطئ الجزائر
- قائمة محطات تحلية المياه في الجزائر

## وصلات خارجية
- الموقع الرسمي لوزارة الفلاحة والتنمية الريفية والصيد البحري الجزائرية
- المعهد التكنولوجي للصيد البحري وتربية المائيات (الجزائر)